# Peblephaeus decoloratus
Peblephaeus decoloratus es una especie de escarabajo longicornio del género Peblephaeus, tribu Monochamini, subfamilia Lamiinae. Fue descrita científicamente por Schwarzer en 1925.

## Descripción
Mide 17-26 milímetros de longitud.

## Distribución
Se distribuye por China y Japón.